# Union sportive Hollerich Bonnevoie
Maillots
L'US Hollerich Bonnevoie (US Hollerech Bonnenweis en luxembourgeois) est un club de football luxembourgeois, fondé en 1909 et disparu en 1925, situé à Luxembourg.

## Histoire

### Sur le toit du Luxembourg (1909 - 1918)
L’US Hollerich Bonnevoie est fondé en 1909 et participe dès sa création à la première édition du championnat du Luxembourg, avec son équipe réserve, dans un format à 14 clubs. Trois clubs de la capitale luxembourgeoise y prennent part : le RC Luxembourg, le SC Luxembourg et enfin, l’US Hollerich Bonnevoie.
Dès sa première saison, le club atteint la finale du championnat, s’inclinant sur le score de 3-2 face au RC Luxembourg. La saison suivante, Hollerich termine 3e et confirme sa place parmi les équipes de tête du championnat.
Lors de la saison 1911-1912, l’US Hollerich Bonnevoie décroche, dès sa troisième année d’existence, son premier titre de champion du Luxembourg, terminant devant le SC Luxembourg. À partir de cette date, le club devient le premier à remporter cinq titres consécutifs de champion du Luxembourg. Il réalise même l’exploit de terminer une saison invaincu en 1916-1917, avec dix victoires en dix matchs.
Cette série exceptionnelle prend fin lors de la saison 1917-1918, au cours de laquelle le club termine vice-champion de Première Division derrière le CS Fola Esch.

### Baisse de régime et fusion (1918 - 1925)
Durant l’intersaison 1920-1921, l’US Hollerich Bonnevoie déclare forfait pour la nouvelle édition du championnat. En grande difficulté et absent de la première division depuis plusieurs saisons, les dirigeants du club décident de fusionner, en 1925, avec un autre club de la capitale luxembourgeoise, la Jeunesse Sportive Verlorenkost, pour former un tout nouveau club : l’Union Luxembourg.
L’objectif de cette fusion est de renforcer la compétitivité du football dans la capitale, alors que les clubs d’Esch-sur-Alzette, notamment le CS Fola Esch et l’AS La Jeunesse Esch, ainsi que les Red Boys Differdange commencent à dominer la scène nationale.

## Palmarès
Le tableau suivant récapitule les performances de l'US Hollerich Bonnevoie dans les différentes compétitions officielles luxembourgeoises.
| Compétitions nationales                                                                    |
| ------------------------------------------------------------------------------------------ |
| - Première Division (5) - Champion : 1912, 1914, 1915, 1916 et 1917 - Vice-champion : 1918 |